# Эверс, Ганс Гейнц
Ганс Гейнц Эверс (нем. Hanns Heinz Ewers; 3 ноября 1871[…], Дюссельдорф, Пруссия — 12 июня 1943[…], Берлин) — немецкий писатель и поэт, автор мистических рассказов и романов готической направленности. Среди наиболее известных произведений: «Паук», «Альрауне», «Смерть барона фон Фриделя», завершение неоконченного романа Шиллера «Духовидец».

## Биография
Эверс происходил из артистической семьи — его отец, Август Генрих «Хайнц» Эверс (1817—1885), сын кузнеца, жанровый художник-баталист, был придворным живописцем герцога Мекленбург-Шверинского; мать происходила из знатной фамилии, внучка банкира, дочь генерала кавалерии, урождённая Мария Веерт (1839—1926), писательница и переводчица, сочиняла сказки, чем увлекла и сына. В детстве будущий писатель был застенчивым, мечтательным ребёнком с ярко выраженной любовью к животным и склонностью бросать вызов — качества, которые Эверс передал своему герою Фрэнку Брауну. Учился в Дюссельдорфе, сохранил на всю жизнь нелюбовь к вильгельмистской школе.
Начал писать стихи в 17 лет, первой его публикацией стала элегия на смерть Фридриха III. Молодой Эверс легко увлекался, сочинял прочувствованные стихи своим возлюбленным, а также гневные оды ревности, когда его отвергали. Самым важным примером для подражания для Эверса был Генрих Гейне, также живший в Дюссельдорфе. За это время желание стать писателем или, по крайней мере, торговцем росло в Эверсе, «или что-то такое, благодаря чему можно взглянуть на весь мир».
По окончании учёбы в 1891 году Эверс был призван в качестве однолетнего добровольца на военную службу. Он вступил в полк гвардейских гренадеров в Берлине. Ночная жизнь большого города привлекала молодого человека больше, чем военные занятия. Через 44 дня он был освобожден от службы по причине близорукости. Тогда же поступил в Берлинский университет на юридический факультет. В 1892 году перевелся в Бонн, два семестра учился в Женеве. Более заинтересованный в удовольствиях студенческой жизни, чем в учёбе, Эверс вступал в студенческие корпорации Normannia Berlin и Guestphalia, где быстро заслужил репутацию дуэлянта и задиры и дважды исключался.
Затем Эверс начал юридическую службу в Нойсе и Дюссельдорфе. Он пренебрегал юриспруденцией и быстро выделялся своей небрежной работой. Занимался литературой, философией, оккультизмом и гипнозом; последний всегда играл роль в его более поздних романах и коротких рассказах, наиболее ясно — в дебютном романе «Ученик чародея». Оккультизм и спиритизм сильно увлекали Эверса, но в то же время он всегда подходил к этому вопросу критически. Так, он вызвал скандал на спиритическом сеансе 11 декабря 1895 года, после которого Эверс был обвинен в обмане и нарушении честного слова о неразглашении. Последовали вызов на дуэль и судебный спор, продолжавшийся полтора года, о котором писали в прессе. В 1897 году Эверс был наконец приговорен к четырём неделям заключения в крепости Эренбрайтштайн и уволен с государственной службы. Во втором романе «Альрауне» Эверс отразил воспоминания о своём периоде пребывания в крепости.
Эверс начал свой творческий путь со сценарной работы в кабаре и публикации сказок и фельетонов. В 1910-е стали выходить его первые романы, принёсшие ему славу в среде декадентов. Эверс оказал большое влияние на западную фантастику первой половины XX века, сам же он считал себя наследником Эдгара По и Оскара Уайльда. С 1905 года много путешествовал по Испании, Индии, Китаю, Австралии, Карибским островам, Центральной и Южной Америке в качестве корреспондента, получил бесплатный билет на суда компании ГАПАГ с условием упоминать фирму в своих произведениях. Большое впечатление на Эверса произвело путешествие на Гаити, где его заинтересовал культ вуду; он одним из первых в современной фантастической литературе уделил внимание данному культурному феномену.
До Первой мировой войны Эверс заинтересовался кинематографом и сотрудничал как сценарист с актёром Паулем Вегенером. В 1913 году по его сценарию был снят фильм «Пражский студент».
Во время Первой мировой войны Эверс остался в США, мотивируя это тем, что опасается попасть в английский лагерь для интернированных. В Штатах Эверс служил пропаганде в пользу Германской империи. Он писал статьи в немецких и англоязычных журналах и был послан через США немецким «Кабинетом пропаганды» для пропаганды речей для Германии, сбора пожертвований от сочувствующих и участия в дебатах по Германии, одновременно писал сценарии для кинофильмов. Там же познакомился с Алистером Кроули и с Эрнстом Ханфштенглем. После вступления США в войну в июле 1918 года Эверс был интернирован американскими властями в Джорджии и освобожден в 1920 году, после чего вернулся в Германию.
В 1920-е годы Эверс вступил в ряды Немецкой национальной народной партии, затем состоял в Обществе по изучению фашизма, заинтересовался национал-социализмом, в частности, его идеями германского национализма и общими ницшеанско-оккультными нюансами философии, 14 ноября 1931 года вступил в НСДАП (партбилет № 659 057). Эти факты биографии Эверса позже сказались на негативном отношении к нему после войны, в результате чего его сочинения оказались вычеркнуты из германской литературы; тем не менее, роман «Альрауне» был экранизирован в ФРГ в 1952 году режиссёром Артуром-Марией Рабенальтом.
В 1932 году Эверс написал роман «Хорст Вессель» о командире нацистских штурмовиков, по которому в 1933 году был снят фильм (главный герой и сам фильм были переименованы по настоянию Геббельса в «Ханс Вестмар — один из многих»). При написании книги он столкнулся с постоянным бюрократическим вмешательством со стороны партийных органов и родственников Весселя, что в конце концов стало причиной конфликта с Геббельсом и ещё большего разочарования в режиме, стеснявшем его творческую свободу. Несмотря на это, в 1934 году Эверс стал председателем Германского союза писателей, что не мешало ему вступить в острый конфликт с Альфредом Розенбергом. После «ночи длинных ножей» 30 июня 1934 большая часть книг Эверса как писателя-декадента и якобы гомосексуала (на том основании, что он одно время поддерживал Эрнста Рёма), кроме «Хорста Весселя», «Всадника немецкой ночи», «Пражского студента» и некоторых других, была запрещена в Германии[уточнить]. Особенно суровому запрету (найденные экземпляры сжигали) подверглись второй и третий романы из серии о Фрэнке Брауне «Альрауне» и «Вампир» (1922) из-за положительного образа возлюбленной героя девушки-еврейки. В 1935 году был повторно экранизирован «Пражский студент».
После принятия Нюрнбергских законов в 1935 году Эверс поддержал своих друзей-евреев, добыв им через свои связи выездные визы в Великобританию и США. В 1938 году он описал свой архив рукописей, которые позже был передан Институту Гейне в Дюссельдорфе.
В конце жизни Эверса печатали крайне мало, он был ослаблен болезнями (туберкулез), профессиональным и личным кризисом. Получая небольшую пенсию от Германского союза писателей, перебивался переводами. Бесконечные обращения позволили Эверсу снять запрет на публикацию. В последние годы жизни вместе с издательством «Zinnen» Эверс планировал опубликовать два тома рассказов: «Самые красивые руки в мире», изданные уже вскоре после смерти Эверса в 1943 году, «Белый волк» не выходил за рамки планирования. В дополнение к тому, что уже было опубликовано, «Самые красивые руки в мире» также содержали три новых произведения, одноимённый роман о путешествиях и два сатирических рассказа о национал-социализме «Мы ловим рыбу» и «Клуб червяков».
12 июня 1943 года Эверс умер в бедности в своей берлинской квартире — по некоторым данным, за несколько недель до того, как его дом был разбомблен.
15 октября того же года его прах был захоронен в могиле его матери на дюссельдорфском Северном кладбище (Нордфридхоф).

В наше время немецкую литературу ужаса с честью представляет Ганс Гейнц Эверс, который обосновывает свои темные концепции отличным знанием психологии. Романы вроде «Ученика чародея» и «Альрауне», рассказы типа «Паука» имеют определённые достоинства, относящие их к классике жанра.— Г. Ф. Лавкрафт. «Сверхъестественный ужас в литературе»

## В культуре
- В романе Кима Ньюмана «Кроваво-красный барон» (1995) изображён в виде вампира.
- Песни группы «Агата Кристи» «Дорога Паука» и «Альрауне»[5].
- Песня барда Ганса Зиверса «Эверс».